# Coconympha
Coconympha là một chi bướm đêm thuộc họ Gelechiidae.